# Салінас-дель-Мансано
Салінас-дель-Мансано (ісп. Salinas del Manzano) — муніципалітет в Іспанії, у складі автономної спільноти Кастилія-Ла-Манча, у провінції Куенка. Населення — 105 осіб (2010).
Муніципалітет розташований на відстані близько 190 км на схід від Мадрида, 49 км на схід від Куенки.

## Демографія
Динаміка населення (INE ):

## Галерея зображень

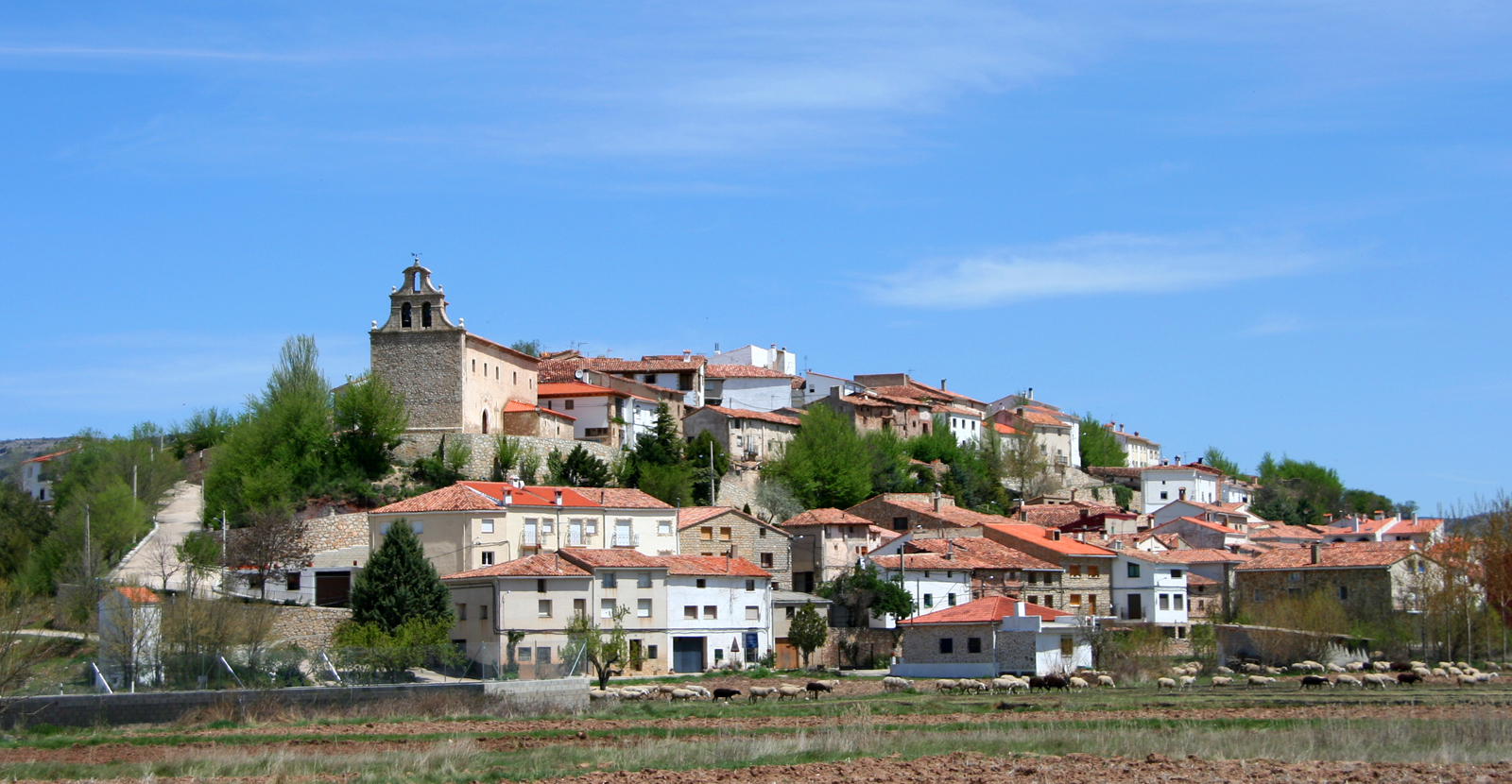
Салінас-дель-Мансано